# 蘭布拉馬區
13°52′01″S 72°46′01″W / 13.86694°S 72.76694°W
蘭布拉馬區（西班牙語：Distrito de Lambrama），是秘魯的一個區，位於該國南部阿普里馬克大區的阿班凱省，始建於1838年8月23日，面積521.6平方公里，海拔高度3,111米，2005年人口3,577，人口密度每平方公里6.9人。